# Marco Rizzo (pallavolista)
Marco Rizzo (Galatina, 2 gennaio 1990) è un pallavolista italiano, libero della Prisma Taranto.

## Carriera

### Club
La carriera di Marco Rizzo inizia a dodici anni nelle giovanili della Falchi Ugento, società pallavolistica in provincia di Lecce che lo lancia anche in prima squadra, con la quale partecipa a un campionato di Serie B2 e uno di B1. Nella stagione successiva si trasferisce alla Stilcasa Taviano, iscritta alla seconda divisione nazionale, categoria che non abbandonerà per diversi anni vestendo le maglie di Gioia del Volley, Top Volley Gela, Genova, Molfetta, Brolo e Argos.
Fa il suo esordio nel massimo campionato italiano nella stagione 2014-15, quando viene ingaggiato dalla Powervolley Milano, mentre nella stagione seguente passa all'altra società milanese, il Milano, dove resta per quattro stagioni. Nell'annata 2019-20 si accasa per un triennio alla Callipo di Vibo Valentia, sempre in Superlega, approdando quindi alla Prisma Taranto nel campionato 2022-23.

### Nazionale
Nel 2014 viene selezionato dal commissario tecnico della nazionale italiana Mauro Berruto per un collegiale in vista dei Giochi Olimpici del 2016, senza però esordire in maglia azzurra.